# Korsvegen
Korsvegen är en tätort i Melhus kommun i Trøndelag fylke i Norge. Orten utgjorde tidigare centralort i dåvarande Hølonda kommun i Sør-Trøndelag fylke.